# Estadio Jaime Morón León
Das Estadio Jaime Morón León ist ein Multifunktionsstadion in der kolumbianischen Stadt Cartagena. Es bietet Platz für 16.068 Zuschauer und dient dem Fußballverein Real Cartagena als Heimstätte.

## Geschichte
| Estadio Jaime Morón León |

| Lokalisierung von Bolívar in Kolumbien |

Das Estadio Jaime Morón León in Cartagena, einer Stadt mit etwas weniger als einer Million Einwohnern im Norden Kolumbiens, wurde im Jahre 1958 erbaut. Bereits zwei Jahre nach Fertigstellung des Stadions fand hier die nationale Leichtathletikmeisterschaften von Kolumbien im Juniorenbereich statt. Später war das Cartagenaer Stadion auch noch zwei weitere Male Austragungsort für wichtige Wettkämpfe. Im Jahre 2006 stiegen im Estadio Jaime Morón León die zwanzigsten Zentralamerika- und Karibikspiele vom 15. bis zum 30. Juli 2006. Die erfolgreichste Nation war dabei Kuba mit fast 1500 Goldmedaillen, über 700 Silber- und etwa 550 Bronzemedaillen. Fünf Jahre später fanden im Estadio Jaime Morón León insgesamt fünf Spiele der U-20-Fußball-Weltmeisterschaft 2011 statt, darunter das Viertelfinalspiel zwischen Portugal und Argentinien (5:4 nach Elfmeterschießen). Bei dem Turnier war das Stadion das kleinste, es war für 16.068 Zuschauer zugelassen. Trotz des geringen Fassungsvermögens war die Sportstätte im Turnierverlauf nicht ein einziges Mal ausverkauft, zweimal waren über 16.000 Zuschauer zugegen.
Seit dem Jahr 1971 wird das Estadio Jaime Morón León von dem Fußballverein Real Cartagena als Austragungsort für Heimspiele im Fußballsport genutzt. Der größte Erfolg des Vereins ist wohl die kolumbianische Vizemeisterschaft in der Campeonato Finalización 2005, einzig gegenüber Deportivo Cali musste man sich im Finale geschlagen geben. Weiterhin gewann Real Cartagena in den Jahren 1999 und 2004 zweimal die Meisterschaft in Kolumbiens zweiter Liga, der Categoría Primera B. Aktuell spielt Real Cartagena in der zweiten Liga.

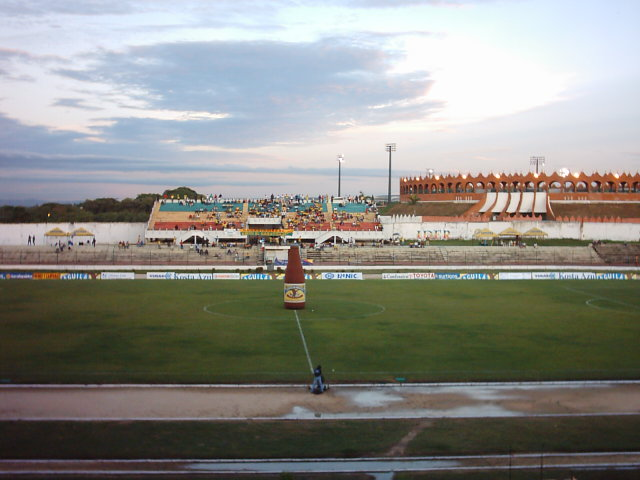
Tribüne des Stadions